# Klosterviken
Klosterviken är en sjö i Svedala kommun i Skåne och ingår i Sege ås huvudavrinningsområde. Sjön har en area på 0,165 kvadratkilometer och ligger 49 meter över havet. Sjön avvattnas av vattendraget Sege å.
I samband med dikningsarbeten på 1800-talet sänktes Börringesjön så att Klosterviken snördes av och blev en egen sjö. Börringeklosters slott ligger vid Klosterviken.

## Delavrinningsområde
Klosterviken ingår i det delavrinningsområde (615548-134294) som SMHI kallar för Inloppet i Börringesjön. Medelhöjden är 59 meter över havet och ytan är 10,39 kvadratkilometer. Räknas de 2 avrinningsområdena uppströms in blir den ackumulerade arean 29,44 kvadratkilometer. Avrinningsområdets utflöde Sege å mynnar i havet. Avrinningsområdet består mestadels av skog (13 procent), öppen mark (13 procent) och jordbruk (65 procent). Avrinningsområdet har 0,71 kvadratkilometer vattenytor vilket ger det en sjöprocent på 6,8 procent. Bebyggelsen i området täcker en yta av 0,12 kvadratkilometer eller 1 procent av avrinningsområdet.